# Neoptolemos

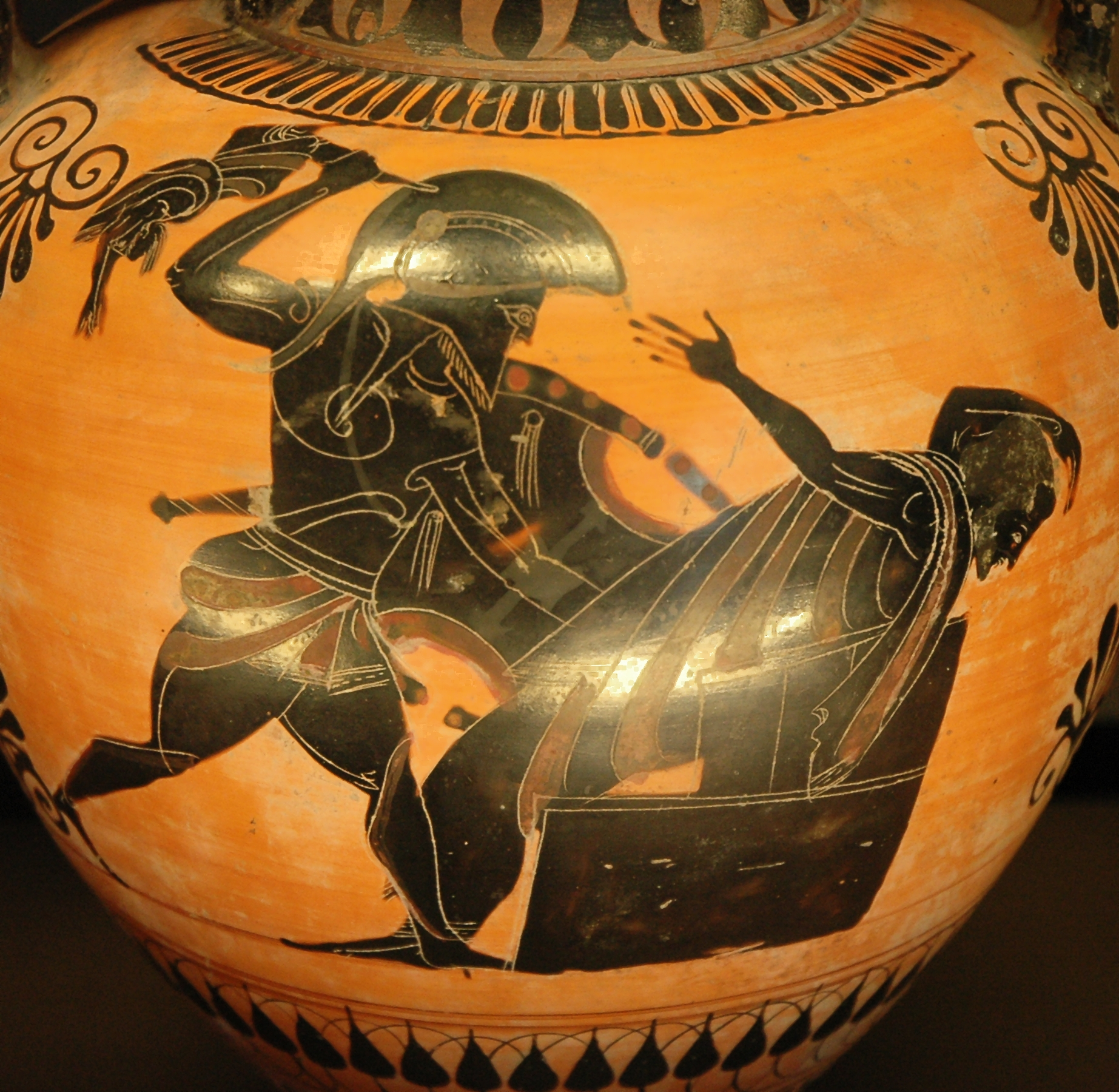
Neoptolemos zabíjí Priama. Attická amfora z let 520–510 př. n. l., Louvre

Neoptolemos, též Pyrrhos (latinsky Neoptolemus nebo Pyrrhus) je v řecké mytologii synem hrdiny Achillea a jeho manželky Déidameie.
Neoptolemos se narodil na ostrově Skyru, kde vládl král Lykomédés, otec jeho matky Déidameie. Tam před odchodem do trojské války žil proslulý Achilleus. Když Achilleus před Trójou padl, připlul na Skyros ithacký král Odysseus a vzal Neoptolema svou lodí do tábora řeckých vojsk. Neoptolemos se brzy zařadil na místo svého otce. Byl mladý a vynikal silou i statečností.
V útrobách trojského koně se dostal lstí za brány města a se svým oddílem dobyl královský hrad. Zabil starého krále Priama před zraky jeho manželky a dětí. Zmocnil se Andromachy, vdovy po trojském hrdinovi Hektorovi, který byl zabit v souboji s Achilleem.
Po návratu z války se usadil v Fthíi, tam zdědil vládu pod svém dědovi Péleovi. Oženil se s Hermionou, dcerou spartského krále Meneláa a jeho manželky Heleny. Hermioné byla předtím zasnoubena s Orestem, synem vrchního velitele řeckých vojsk, mykénského krále Agamemnona. Orestés Neoptolema za tento sňatek později zabil a stal se sám Hermioniným manželem.
Neoptolemos rozhodně nedosáhl slávy svého otce, právě naopak. Bývá označován jako „horší syn lepšího otce“. Válka ho změnila v surového zabijáka a násilníka.

## Odraz v umění
Umělci nebyl nijak oblíben a zachovalo se velice málo jeho vyobrazení. Nejznámější se nachází na antickém džbánu z 5. stol. př. n. l., je zvané Dobytí Tróje a je ke zhlédnutí v muzeu v Athénách.
Pyrrhos je jednou z hlavních postav opery (tragédie lyrique) Andromaché André Grétryho z roku 1780.